# Ланнасмаа (природна територія)
Приро́дна терито́рія Ла́ннасмаа (ест. Lannasmaa loodusala) — природоохоронна територія в Естонії, у волості Ляене-Сааре повіту Сааремаа. Входить до Європейської екологічної мережі Natura 2000.
Загальна площа — 14,3 га.
Природна територія утворена 5 серпня 2004 року.

## Розташування
Поблизу території розташовуються села Леедрі, Люманда та  Мийзакюла.

## Опис
Метою створення природоохоронного об'єкта є збереження 2 типів природних оселищ (Директива 92/43/ЄЕС, Додаток I):
| Код   | Тип оселища                                                | Площа, га |
| ----- | ---------------------------------------------------------- | --------- |
| 6280* | Північні альвари та плоскі скелі з докембрійських вапняків | 11,5      |
| 9070  | Феноскандійські заліснені пасовища                         | 2,4       |